# A1 Ko Sa 'Yo
A1 Ko Sa 'Yo (stylisation de Ewan Ko Sa Yo ; titre international anglais : You're My A1) est une sitcom philippine en 26 épisodes diffusée par GMA Network du 2 juin au 24 novembre 2016. Elle est diffusée à l'international par GMA Pinoy TV. Les rôles principaux sont joués par Jaclyn Jose et Gardo Versoza.

## Distribution
Rôles principaux
- Jaclyn Jose : Digna Molina
- Gardo Versoza (en) : Rolly Molina

Rôles secondaires
- Solenn Heussaff : Miley
- Benjamin Alves (en) : Jay
- Ervic Vijandre (en) : Erroll
- Sef Cadayona (en) : Enzo
- Roi Vinzon (en) : Primo
- Denise Barbacena (en) : Kaycee Molina
- Gee Canlas : Tintin
- Mara Alberto : Kath

### Artistes invités
| - 2 juin 2016 - Lovi Poe : Sandra - Arielle Arida : Ara Arida - Eddie Nogo : Mr.Tamamura - 9 juin 2016 - Arra San Agustin : Patty - Analyn Barro : Elevator Girl - Lovely Abella : Miranda - Rap Fernandez : Noel - Miriam Quiambao - 16 juin 2016 - Kim Domingo : Maria - James Teng : Alvin - Venus Raj : elle-même - Rafa Siguion-Reyna : Gelai - 23 juin 2016 - Jak Roberto : Jake - Troy Montero : Ken - Aubrey Miles : Precious - Nina Ricci Alagao : elle-même - 30 juin 2016 - Leo Martinez : le membre du Congrès Rivera - Coleen Perez : Pamela - Tetay : Kristie O'Keena - Venus Raj : elle-même - 7 juillet 2016 - Ryza Cenon : Candy - Jeric Gonzales : Christian - Claire Vande - 14 juillet 2016 - Carla Humphries : Destiny - Sheree : Beverly Reyes - Rob Sy : Francis Reyes - Angelia Ong : elle-même - 21 juillet 2016 - Miguel Luna : Mr. Ivan Cruz - Alexis Navarro : Mrs. Sheila Cruz - Georgina Fortalejo : Mrs. Villa - Anton Pimentel : Mr. Villa - Pen Medina : Dom Domingo - Precious Lara Quigaman : elle-même - 28 juillet 2016 - Dexter Doria : Mrs. Perez - Ashley Ortega : Jenny Perez - Bryan Benedict : Joey - April Gustilo : Mama Tanya - Hillarie Parungao : elle-même - 4 août 2016 - Rich Asuncion : Tiangge Manager - Lucho Ayala : Paolo - Elle Ramirez : Mrs. Lopez - 11 août 2016 - Jacqueline Yu : Megan - Debbie Garcia : Ella - Janna Roque : Laurie - Marika Sasaki : sœurs de Bestie Host - Chanel Olive Thomas : elle-même | - 18 août 2016 - Mike Tan : Mr. Kim - Sancho Delas Alas : Clyde - Prince Villanueva : Thor - Mimi Larain : Sue - Queenierich Rehman : elle-même - 25 août 2016 - Alex Medina : Jessie Potrero - Miko Cruz : Dodie - Jourdanne Castillo : Pauline - Yvethe Santiago : elle-même - 1er septembre 2016 - Wynwyn Marquez : Tricia - JC Tiuseco : Gerald - Toni Fowler : Gemma - Mark McMahon : Dante - Marie-Ann Umali : elle-même - 8 septembre 2016 - Maui Taylor : Donna - Marco Alcaraz : Rex - 15 septembre 2016 - Rodjun Cruz : Johnny / Juanito - Gene Padilla : Get Get Car Driver / le père de Juanito - Sanya Lopez : Camille - Diva Montelaba : Pia - Aaron Yanga : Frank - 22 septembre 2016 - Ces Quesada : Mila - Koreen Medina : Paris - 29 septembre 2016 - Andrea Torres : Dea - Richard Hwan : Joaqs - 6 octobre 2016 - Maey Bautista : Ms. Sanchez - Yasser Marta : Jude - Prince Clemente : Nicolas - Nikki Co : Alexis - Joemarie Nielsen : Raplh - Zandra Summer : Kate - Annalie Forbes : Chloe - 13 octobre 2016 - Jestoni Alarcon : Ryan - Camille Torres : Britney - Arny Ross : Emily - 20 octobre 2016 - Miguel Tanfelix : Alonzo - Bianca Umali : Paula - Skelly Clarkson : candidate auditionnée no 3 - Wilma Guerrero : candidate auditionnée no 2 - 27 octobre 2016 - Sheena Halili : Saling - Kevin Santos : Tonyo - David Remo : Ghost - 3 novembre 2016 - Ina Feleo : Sarah - Bea Rose Santiago : Claire - Carlo Gonzales : Chris |